# 渡辺なつき
渡辺 なつき（わたなべ なつき）は、日本の元AV女優。
キカタン（企画単体）女優であるが、オーロラプロジェクトの「なつき」として人気を得る。色白の肌に長い黒髪、美乳が特徴。1999年頃から2004年頃まで活動。

## 作品

### アダルトビデオ

#### ビデ倫系
- 罠にハメられた新人レディたち（アテナ映像）
- オッパイ天国コスプレ天国（アテナ映像）
- 第1回レースクィーン裏本モデルGP（KUKI）
- マニアの宴8　濡れた体操着（KUKI）
- 学校でしよう2（1999年12月15日、golden Candy）
- 全国版　SEXフレンド募集ビデオ3（golden Candy）
- OL痴辱マニュアル（シャイ企画）
- セクシーエロパブ（シャイ企画）
- フェロモンビキニーズ5（シャイ企画）
- 恥っ娘くらぶ（1998年8月28日、ビデオバンク）
- 女子銀行員2 行内裏SEX事情（ビデオバンク）
- 某一流企業・ミニスカアルバイト（ブレイブキング）
- 超淫乱系・クラブギャルSEXライブ（大吉）
- これが裏ピンサロだ!（大吉）
- クラブギャルSEXライブ（大吉）
- 美白レディース（トパーズ）
- 美熟女fan（マスカット）
- クラスメイト20　3（アリーナ）
- ラブラブ・ゲッチュ・女子校生６（アリーナ）
- 痴漢マンション　狙われたエレベーター（ネクストイレブン）
- 盗撮女子寮 女子大生の淫らなプライバシー（ネクストイレブン）
- 巨乳三昧90分!（DOKAN）
- 麗しの社長秘書（JACK）
- U-19 candy's（プラチナソフト）
- ナマでベロベロいかせて！14（ボーダー）
- 乱れ咲き女子大生トリオ（コロナ）
- 女子校生のHな香り…。可愛い顔してエグイんです（コロナ）
- インターネットで男をGET インターネットで女をGET（コロナ）
- 美味しい女子校生生性態（コロナ）
- 学校帰りにHして！！（コロナ）
- 未完のナイスバディー・お豆開発!（コロナ）
- FROM AV2（ザウルス）
- 盗撮虎の穴8（宇宙企画）
- エロバディダイナマイツ5（アスカ）
- カンパニー松尾スペシャル 巨乳ちゃん12人（2001年5月24日、V&Rプランニング）
- 麗しのキャンペーンガール9（2004年5月20日、V&Rプランニング）
- 乳とろニクス 巨乳、むき出し姉ちゃん犯りたおし。 Vol.3（2007年2月19日、ZONE）

#### インディーズ系
- 美白乳女子校生 / なつき18才 Eカップ（オーロラプロジェクト）
- 美白乳女子校生 / なつき18才 Eカップ Part.2（オーロラ・プロジェクト）
- 連続顔射娘・極楽映像 3 / フェラ&本番・白濁娘 なつき Eカップ（オーロラ・プロジェクト）
- 屋外絶頂娘・極楽映像 4 / 6回連続絶頂娘 なつき Eカップ（オーロラ・プロジェクト）
- メヴィウスvol.1（オーロラ・プロジェクト）
- メヴィウスvol.2（オーロラ・プロジェクト）
- メヴィウス2 前編（オーロラ・プロジェクト）
- メヴィウス2 後編（オーロラ・プロジェクト）
- 淫姫伝説-NATSUKI･FOREVER- 前編（オーロラ・プロジェクト）
- 淫姫伝説-NATSUKI･FOREVER- 後編（オーロラ・プロジェクト）
- デカにゅ～マニア（2000年7月21日、タキオン）

- 露出デート11（ピーファクトリー）
- サイバードール（ザスライム）
- 美人記者犯されまくり4（透留）
- MOROMISE FUCK（ウブビデオ）
- 犯された女子高生FUCK（ウブビデオ）
- ぴんぽーん（桃太郎映像）
- スケスケワイハ4（隠語開放研究会）
- 新ポニーテールボリュームアップシリーズ 第11弾（ユープランニング）
- しゃぶらせて1（ユープランニング）
- 変態DATE（AVS）
- 日常的猥褻遊戯 第二十七章/放課後の女子高生、夏樹の場合（AVS）
- PUMPKIN VOL.7（LOVELOVELOVE）
- 痴女嬲り（テイクワン）
- VISUAL QUEEN SERIES（MEMORY）
- 手コキドライブ NO.1（MONSTER）
- かぎりなく透明に近いブルセラ（スケルトン）
- コーマンスルーGP!GO!（プッチマン）
- LOVEマシーン（アピア）
- おもらし18（ギガ）
- ブルマーアンダースコート狩り（ソフトオンデマンド）
- EGO GIRL（グローリークエスト）
- 美乳コスプレイヤー監禁ストーカー（SPASIA）
- 生ハメ撮り2 超美乳悶絶編（破目王）
- 立位絶頂 タチオナニー Vol.3（絶頂）
- 淫女と野獣 第四話（幻映舎）
- 誘惑（Memory）
- 従順メイド淫猥願望（ワールドユニティ）
- エロ乳（ネッシー企画）
- おっぱい鉄人（ワンズファクトリー）
- COSPLAYERS VOL.3（Pinky Heart）
- 飲尿漏瓶女子校生（PUY）
- すきモノ素人二人出演（素人ハメハメ隊）
- 緊縛スチール撮影5（DKプロダクション）
- 緊縛強制FUCK3（DKプロダクション）
- 担任の先生が犯しました（富士山）
- SCOOP スカウトマン達のハメ殺し白書（キャッツアイ）
- 想い出ぴんく 濃縮中出しバージョン（ピンクメモリー）
- お電話お待ちしております　2（ホットライン）
- THE素人ナンパ 喰い歩き VOL.1（スピードウェイ）
- シロウトナンパ 06（QuickHunter）
- 出会い系サイト モデル少女なつき（アットガール）
- サーファーガールズ 10人大乱交（OK WAVE）
- PinkCat24（PinkCat）
- 女子高生いじめ3
- ときめき素人メモリアル
- レオタード ハメドリ
- バカ売れ!インディーズ シースルナースバージョン
- 趣向倶楽部 ブラジャーの試着室1

#### 不明
- 高級リゾートホテル
- ナンパ道をゆく 14

#### DVD
- 監禁ボディドール 淫縛調教（2001年1月15日、イリュージョン）
- カンパニー松尾スペシャル 巨乳ちゃん12人（2001年5月21日、V&Rプロダクツ）
- サイバードール・3ガールズ（2001年12月7日、オブテイン・フューチャー）
- 美白乳女子校生なつき18才Eカップ Part.1&2（2003年10月25日、オーロラ・プロジェクト）
- Mo-bius 2 前編・後編（2004年2月9日、オーロラ・プロジェクト）
- CLIPS 極楽映像3&4 連続顔射娘なつき&屋外絶頂娘なつき（2004年3月27日、オーロラ・プロジェクト）
- NATSUKI・FOREVER 淫姫伝説 前編・後編（2004年6月12日、オーロラ・プロジェクト）
- 渡辺なつき 未公開の映像発見!（2004年6月26日、オーロラ・プロジェクト）
- 乳とろニクス 3（2007年2月19日、ZONE）